# Yohan Cabaye
Yohan Cabaye (* 14. Januar 1986 in Tourcoing) ist ein ehemaliger französischer Fußballspieler. Der zentrale Mittelfeldspieler stand die meiste Zeit seiner Karriere beim OSC Lille unter Vertrag, mit dem er 2011 französischer Meister und französischer Pokalsieger wurde. Insgesamt lief Cabaye in 245 Spielen der Ligue 1 auf, die er in den Jahren 2014 und 2015 als Spieler von Paris Saint-Germain zwei weitere Male gewann. Darüber hinaus absolvierte der 48-malige A-Nationalspieler für Newcastle United und Crystal Palace 175 Partien in der Premier League. Zuletzt war er für AS Saint-Étienne aktiv, ehe er im Februar 2021 seine Profikarriere beendete.

## Karriere

### Im Verein
Cabaye wuchs in einer fußballbegeisterten Familie auf. Sein Vater war ebenfalls auf dem Weg, Fußballprofi zu werden, erlitt jedoch in der Jugendakademie des RC Lens einen doppelten Beinbruch, der seine Karriere vorzeitig beendete. Als Trainer des FC Tourcoing holte er seinen vierjährigen Sohn in dessen Jugendabteilung, obwohl Yohan dafür eigentlich noch zu jung war. Auch Yohans jüngerer Bruder Geoffrey spielte in Tourcoing, brachte es allerdings nicht zum Profifußballer. Bis 1998 hatte Cabaye in seiner Geburtsstadt gespielt, ehe ihn der benachbarte OSC Lille in seine Jugendakademie holte. Als A-Jugendlicher in der Saison 2003/04 wurde er in Lilles Reserveelf in der fünften Liga berücksichtigt und erzielte dort in zehn Einsätzen einen Treffer. Ab der Saison 2004/05 wurde er auch in der ersten Mannschaft in der Ligue 1 eingesetzt und trug zur Vizemeisterschaft bei. Ab 2005 gehörte er zur Stammformation des OSC Lille, für den er bis 2011 insgesamt 191 Erstligapartien bestritt und darin 31 Tore erzielte; außerdem kam er in 36 Spielen in den Europapokalwettbewerben zum Einsatz. In seiner letzten Saison mit den Nordfranzosen (2010/11) gewann Cabaye sowohl den französischen Pokal als auch die französische Meisterschaft.
Zur Saison 2011/12 wechselte Cabaye nach England und unterschrieb bei Newcastle United einen Fünfjahresvertrag. Dort traf er auf seinen Landsmann Hatem Ben Arfa; im gleichen Sommer wurden mit Demba Ba, Sylvain Marveaux und Gabriel Obertan drei weitere französische Spieler verpflichtet. Sein Debüt für seinen neuen Verein gab Cabaye am 13. August 2011 beim 0:0 im Spiel gegen den FC Arsenal. In seiner ersten Saison für den Klub aus Newcastle upon Tyne kam er in der Premier League auf 34 Einsätze und erzielte 4 Tore. Für den Klub reichte es im Ligabetrieb zu Platz fünf; mit diesem Rang nahm er an den Play-offs zur Europa League teil. In der Spielzeit darauf spielte er in 26 Punktspielen und erzielte 6 Tore. Über die Play-offs qualifizierte sich Cabayes Team für den Hauptwettbewerb der Europa League, in dem er neun Partien bestritt.
Ende Januar 2014 wechselte Cabaye zurück in die Ligue 1 zu Paris Saint-Germain. Er unterschrieb einen bis zum 30. Juni 2017 gültigen Vertrag. Am 10. Juli 2015 verpflichtete ihn Crystal Palace. Im Juli 2018 wechselte er in die Vereinigten Arabischen Emirate zum al-Nasr SC. Nach 12 Einsätzen verließ er Mitte Januar 2019 den Verein wieder und wechselte zu der AS Saint-Étienne nach Frankreich. Dort wurde sein Vertrag nach der Spielzeit 2019/20 nicht verlängert und nach mehrmonatiger Vereinslosigkeit beendete er im Februar 2021 seine Karriere.

### In der Nationalmannschaft
Für die französischen U19-Junioren absolvierte Cabaye neun Länderspiele, in denen er zwei Treffer erzielte. 2005 wurde er in diesem Team U19-Europameister. Zwischen 2006 und 2008 folgten 16 internationale Begegnungen (3 Tore) mit der U21. Nach der Fußball-Weltmeisterschaft 2010 gehörte Cabaye zu dem Kreis, aus dem Nationaltrainer Laurent Blanc die Nationalmannschaft nach dem Fiasko von Knysna neu aufbaute. Sein erstes A-Länderspiel bestritt er im August 2010 bei der 1:2-Niederlage in Norwegen. Blanc nominierte ihn für das französische EM-Aufgebot. Dort erzielte er in der Vorrunde seinen ersten Treffer in der Nationalmannschaft. Ebenso zählt er unter Blancs Nachfolger Didier Deschamps zum Kern der Elf, in der er gemeinsam mit Paul Pogba und Blaise Matuidi im Mittelfeld spielt.
Bei der Europameisterschaft 2016 im eigenen Land wurde er in das französische Aufgebot aufgenommen. Zu seinem ersten Einsatz kam er erst im dritten Gruppenspiel gegen die Schweiz, wo er über 90 Minuten spielte. Danach blieb er im weiteren Turnierverlauf wieder auf der Bank, nur im Halbfinale gegen Deutschland wurde er noch einmal in den Schlussminuten eingewechselt. Frankreich erreichte das Finale und verlor dort gegen Portugal.

## Spielweise
Cabaye besaß eine große Spielübersicht und konnte Bälle mithilfe seiner technischen Qualitäten gut verteilen. Er galt zudem als exzellenter Freistoß- und Elfmeterschütze.

## Erfolge
OSC Lille
- Intertoto-Cup-Sieger: 2004
- Französischer Meister: 2011
  - Französischer Vizemeister: 2005
- Französischer Pokalsieger: 2011

Paris Saint-Germain	
- Französischer Meister: 2014, 2015
- Französischer Ligapokalsieger: 2015

Nationalmannschaft
- U19-Europameister: 2005
- Vize-Europameister: 2016